# حوش مرشد سمعان
حوش مرشد سمعان قرية من قرى مركز القصير التابعة لمنطقة القصير في محافظة حمص. تقع جنوب غرب مدينة حمص.